# Brasławska Łuka
Brasławska Łuka (biał. Браслаўская Лука; ros. Браславская Лука) – chutor na Białorusi, w obwodzie witebskim, w rejonie brasławskim, w sielsowiecie Dalekie.
Dawniej wieś.

## Historia
W czasach zaborów w granicach Imperium Rosyjskiego.
W 1865 wieś zamieszkiwały 33 osoby.
W dwudziestoleciu międzywojennym wieś leżała w Polsce, w województwie nowogródzkim (od 1926 w województwie wileńskim), w powiecie dziśnieńskim (od 1926 w powiecie brasławskim), w gminie Bohiń.
Według Powszechnego Spisu Ludności z 1921 roku wieś zamieszkiwało 76 osób, 9 było wyznania rzymskokatolickiego, 67 prawosławnego. Jednocześnie 9 mieszkańców zadeklarowało polską przynależność narodową, 67 białoruską. Było tu 16 budynków mieszkalnych. W 1931 w 20 domach zamieszkiwało 97 osób.
Miejscowość należała do parafii rzymskokatolickiej w Dalekiem i prawosławnej w Bohiniu. Podlegała pod Sąd Grodzki w Opsie i Okręgowy w Wilnie; właściwy urząd pocztowy mieścił się w Bohiniu.